# Falagountou (département)

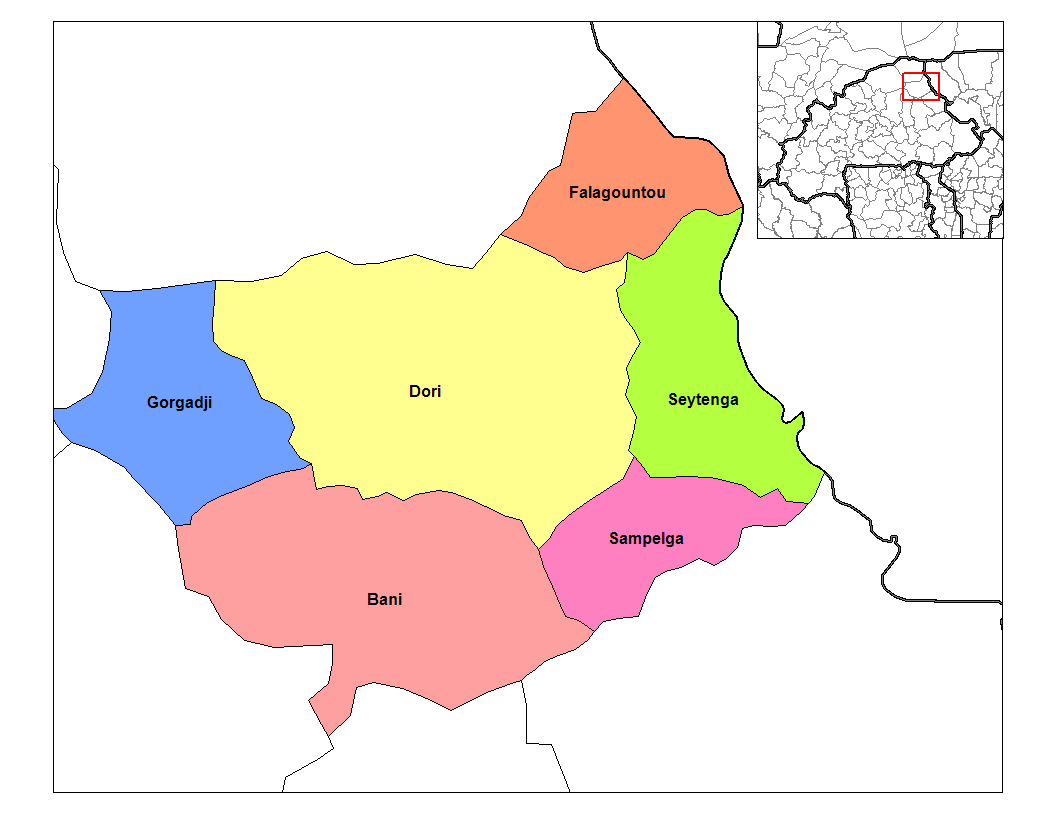
Localisation de la province de Séno

Falagountou  est un département du Burkina Faso située dans la province de Séno et dans la région Sahel.
En 2006, le dernier recensement comptabilise 26 047 habitants

## Villages
- Belgou
- Ékéou
- Falagountou, chef-lieu
- Fétobarabé
- Gomo
- Goulgountou
- Gourara
- Haïni
- Kargono
- Sella
- Wiboria
- Zargaloutan
- Zeydrabé

Falagountou est un village essentiellement songhay. Le village a connu 13 chefs de cantons et le dernier (de 1989 a 2010) fut Maiga Moussa Oumarou.